# Municipio de Lemond
El municipio de Lemond (en inglés: Lemond Township) es un municipio ubicado en el condado de Steele en el estado estadounidense de Minnesota. En el año 2010 tenía una población de 501 habitantes y una densidad poblacional de 5,36 personas por km².

## Geografía
El municipio de Lemond se encuentra ubicado en las coordenadas 43°58′37″N 93°20′34″O / 43.97694, -93.34278. Según la Oficina del Censo de los Estados Unidos, el municipio tiene una superficie total de 93.42 km², de la cual 93,36 km² corresponden a tierra firme y (0,07 %) 0,06 km² es agua.

## Demografía
Según el censo de 2010, había 501 personas residiendo en el municipio de Lemond. La densidad de población era de 5,36 hab./km². De los 501 habitantes, el municipio de Lemond estaba compuesto por el 97,6 % blancos, el 0,4 % eran asiáticos, el 0,8 % eran de otras razas y el 1,2 % eran de una mezcla de razas. Del total de la población el 2,59 % eran hispanos o latinos de cualquier raza.